# حسین فکری
حسین فکری (متولد ۲۴ اسفند ۱۳۰۲ – در گذشتهٔ ۱۰ تیر ۱۳۸۲) مربی سابق تیم ملی فوتبال ایران و باشگاه تهران جوان و مدیر سازمان تربیت بدنی بود.
وی همچنین در دوره‌های گوناگونی رئیس انجمن فوتبال آموزشگاه‌های کشور، دبیر فدراسیون فوتبال، سرمربی تیم ملی فوتبال ایران، مؤسس باشگاه تهران جوان و دبیر کانون باشگاه‌های ایران بود.

## زندگی ورزشی
حسین فکری در سال ۱۳۴۰ با رای حسین سرودی به سمت سرمربی تیم ملی ایران رسید واین مسئولیت را تا پنج سال بعد به عهده داشت. در زمان مسئولیت او تیم ملی فوتبال ایران برای نخستین بار به المپیک ۱۹۶۴ توکیو صعود کرد. فکری در سال‌های ۱۳۲۸ تا ۱۳۳۱ لباس تیم ملی را به تن داشت.
حسین فکری که در دهه ۴۰ به‌طور متناوب سرمربیگری تیم ملی را برعهده داشت لیسانسه ادبیات از دانشگاه تهران بود. وی مربی بیش از ۲۰ تیم فوتبال در زمان‌های مختلف بود: تیم ملی، تیم تهران، تیم باشگاه‌های بزرگی چون دارائی، پرسپولیس، عقاب، تهران جوان، تراکتورسازی تبریز و ابومسلم مشهد. پیش و پس از انقلاب رئیس کمیته آموزش و مربیان بود.
او در سال ۱۳۴۹ همزمان سرمربی پرسپولیس و عقاب بود.
فکری سال‌ها در کیهان ورزشی قلم زد و در مجموع به «مربی‌محوری» اعتقاد داشت.
حسین فکری چندی تمرینات تیمش را به زمین چمن ورزشگاه شهید پناهی که در ضلع شمال غربی محله تیردوقلو تهران قرار گرفته، انتقال داده بود و به این خاطر چندی نام این محل، سر زبان مردم تهران و حتی شهرهای دیگر افتاد و بسیاری از روزنامه‌ها اخبار تیم ملی را از محله تیردوقلو گزارش می‌کردند.
او پس از انقلاب به‌طور موقت مدیر سازمان تربیت بدنی و ورزشگاه آزادی شد.